# Lac Hongze
Le lac Hongze (chinois : 洪澤湖 ; pinyin : Hóngzé Hú) est un lac de Chine situé dans la province du Jiangsu. Alimenté par le Huai He, c'est le quatrième plus grand lac d'eau douce de Chine. 

## Présentation
Les estimations de sa superficie varient beaucoup et sont comprises entre 1 960 et 2 069 kilomètres carrés,. Sa taille a beaucoup évolué avec le temps et entre le VIIe et le Xe siècle, et faisait probablement moins du tiers de sa superficie actuelle. On estime que le lac a atteint sa taille actuelle en 1194, date à laquelle le fleuve Jaune changea son cours et fusionna avec le Huai He, un de ses affluents. Avant de reprendre son cours originel au XIXe siècle, le fleuve jaune charria une grande quantité de sédiments qui obstrua l'embouchure du Huai He, ce qui inonda de nombreuses fois le lac et ses alentours (on dénombre plus de 250 grandes inondations entre le XVe et le XXe siècle). Ainsi, le lac grossit au fil des années et s'embourba progressivement, ce qui explique pourquoi celui-ci est peu profond (sa profondeur moyenne est de 1,77 mètre)